# Szutowo (obwód wołogodzki)
Szutowo (ros. Шутово) – wieś w Rosji, w rejonie charowskim obwodu wołogodzkiego. W 2010 r. liczyła 6 mieszkańców.